# Kanał żeglugowy dojazdowy

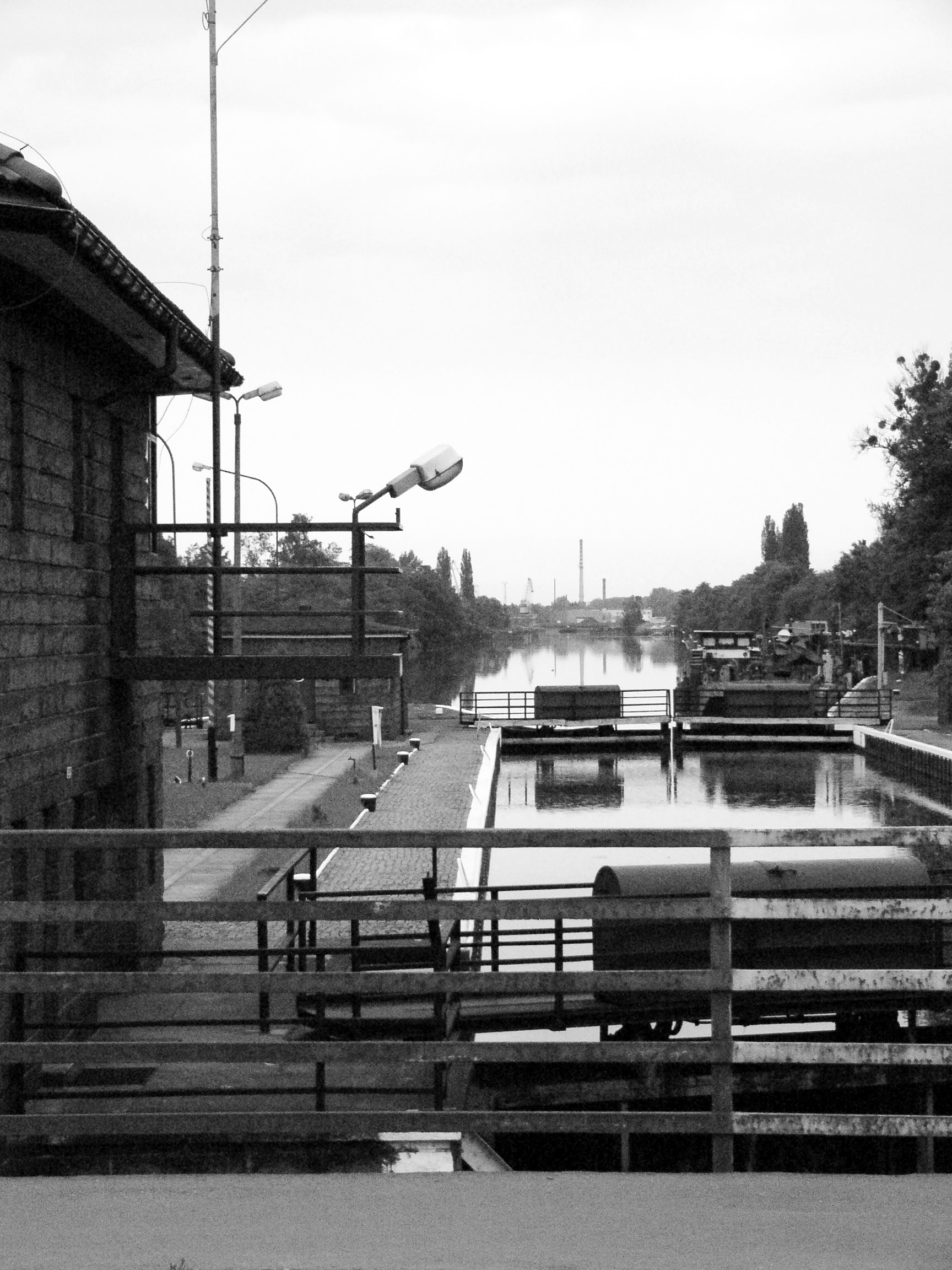
Śluza Łabędy na Kanale Gliwickim. W tle widać Port Gliwice.

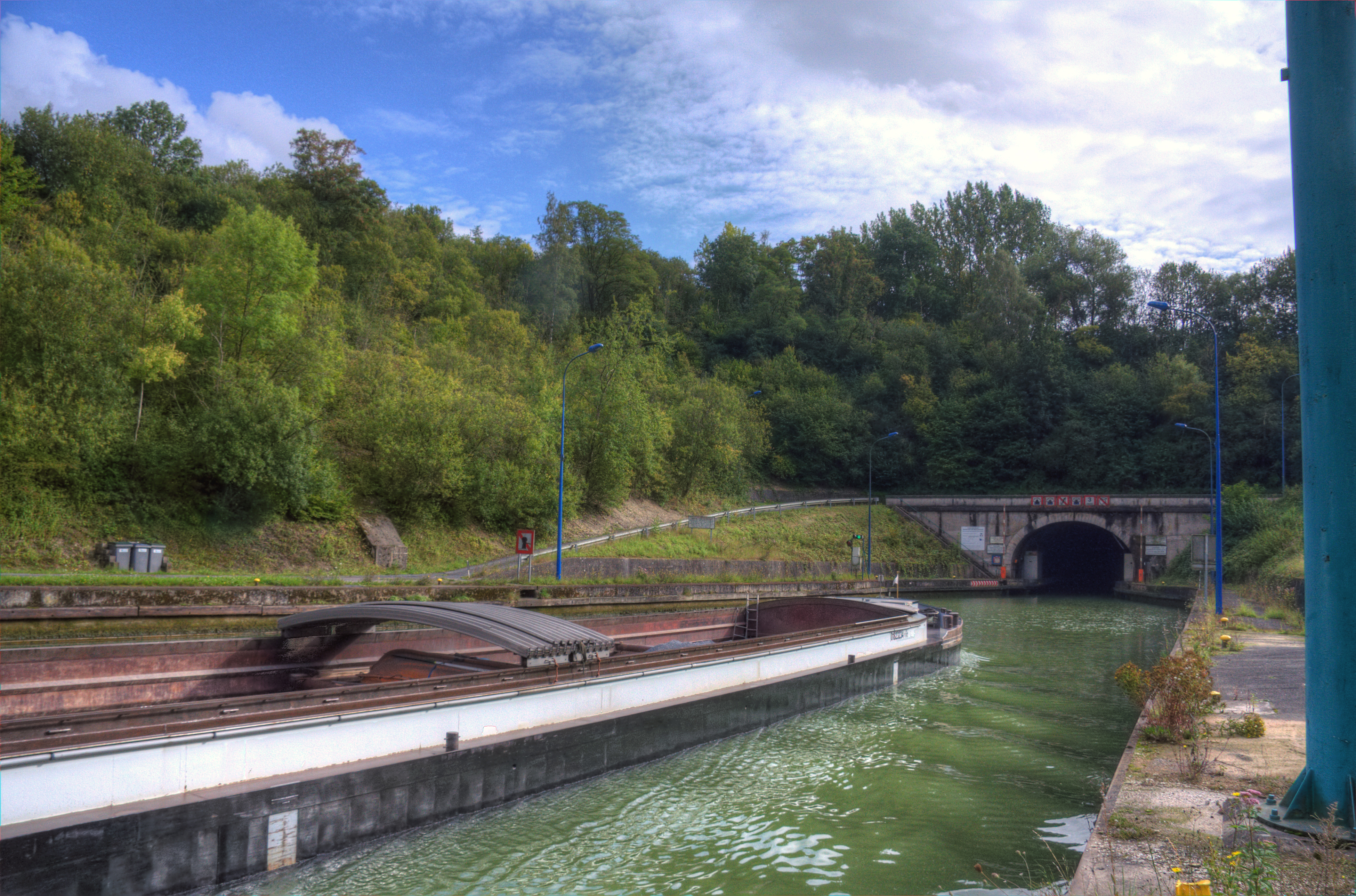
Canal du Nord.

Kanał żeglugowy dojazdowy – rodzaj kanału żeglugowego, zaliczany do kategorii kanałów łączących, którego zadaniem jest zapewnienie połączenia drogi wodnej z ośrodkiem przemysłowym, miejskim, jeziorem lub innym obiektem, poprzez przedłużenie istniejącej drogi wodnej lub wykreowanie bocznej odnogi dla takiej drogi wodnej. W ramach takiego rodzaju drogi wodnej oprócz samego kanału wodnego buduje się port lub przeładownię, która obsługuje załadunek i rozładunek towarów przy obiekcie dla połączenia którego kanał został wybudowany. Kanał taki przedłuża drogę wodną, z którą jest połączony, zapewniając dojazd do wybranego ośrodka lub obiektu. Nazwa tego typu kanałów odpowiada potocznemu rozumieniu pojęcia dojazd .
Przykładem żeglugowego kanału dojazdowego w Polsce jest Kanał Gliwicki. Stanowi on boczną odnogę dla Odry przedłużając Odrzańską Drogę Wodną i łącząc ten szlak żeglugowy z dużym ośrodkiem miejskim i przemysłowym, tj. z Gliwicami i szerzej Górnośląskim Okręgiem Przemysłowym.
Kanały dojazdowe mogą być zaprojektowane i wykonane jako:
- kanały monotonicznie zmienne pod względem profilu podłużnego, co oznacza budowę kanału po trasie możliwe prostej ale z koniecznością budowy stopni wodnych umożliwiających pokonanie kolejnych różnic poziomu wody (i tym samym terenu przyległego); przykładem takiego kanału jest wyżej wymieniony Kanał Gliwicki[3],
- kanał przebiegający na stałym poziomie, co oznacza budowę kanału wzdłuż określonej poziomnicy (na określonym, możliwie stałym poziomie terenu), a więc omija się ewentualne wzniesienia lub obniżenia powierzchni; umożliwia to budowę kanału otwartego, bez stopni wodnych, co daje możliwość swobodnej żeglugi bez konieczności śluzowania, ale wydłuża trasę kanału oraz ogranicza możliwość jego budowy do miejsc, gdzie jest możliwe takie poprowadzenie trasy ze względu na ukształtowanie terenu[3].

Istnieją rozwiązania, w których łączy się zalety dwu wyżej wymienionych rodzajów kanałów dojazdowych, poprzez budowę kanału o prostym przebiegu jego trasy jak dla przypadku pierwszego, ale ze względu na ukształtowanie terenu i przy równoczesnym założeniu zachowania zalet kanału otwartego, buduje się tunel wodny, np. kanał tunelowy na Canal du Nord (Francja).